# Wilhelm Busch (Politiker, 1910)
Wilhelm Busch (* 30. Oktober 1910 in Essen; † nach 1943) war ein deutscher Hitlerjugend- und SS-Führer.

## Leben und Wirken
Busch trat zum 1. September 1931 der NSDAP bei (Mitgliedsnummer 647.051) und wurde in seiner Heimatstadt Essen HJ-Führer. Die Führung der Hitlerjugend wurde auf ihn aufmerksam und holte ihn im August 1932 nach München. Im Januar 1934 wurde ihm die Führung des Obergebiets West der Hitlerjugend übertragen. Im Herbst 1934 wechselte Wilhelm Busch als Oberführer der HJ im Gau Sachsen nach Dresden. Zu seinen ersten Amtshandlungen zählte dort die Eingliederung von Turn- und Sportvereinen in die Hitlerjugend am 18. November 1934, für die Walter Busch als Treuhänder des Reichsjugendführers verantwortlich war. Im April 1935 wurde er zum Gebietsführer der Hitlerjugend in Sachsen befördert.
Im Juni 1938, nach dem „Anschluss“ Österreichs im März, wurde der bisherige Gebietsführer Wilhelm Busch vom Reichsjugendführer Baldur von Schirach zum Führer der Befehlsstelle Südost (= Österreich) der Reichsjugendführung in Wien und gleichzeitig zum Führer des HJ-Gebietes Wien ernannt. Wenig später wurde er in den Stab der Reichsjugendführung berufen. In Wien blieb Busch nur kurz. Nachdem Flugblätter mit dem Hilferuf „Gauleiter Bürckel befrei uns vom Busch“ in Umlauf gekommen waren, wurde er aus Berlin abgezogen und in die Reichsjugendführung versetzt.
Ab 1939 war Busch bei der SS aktiv (Mitgliedsnummer 113.579) und zunächst Scharführer beim Führer des SS-Oberabschnittes Fulda-Werra in Arolsen. Anschließend war er bis zum Mai 1943 als Rottenführer im 1. Totenkopfsturmbann des KZ Mauthausen und dann im SS-Sonderlager Hinzert bei Trier im Einsatz. Eine Tätigkeit Buschs als Amtschef in der Reichsjugendführung im Jahre 1944 gilt in der Wissenschaft als unsicher.